# Castañeda

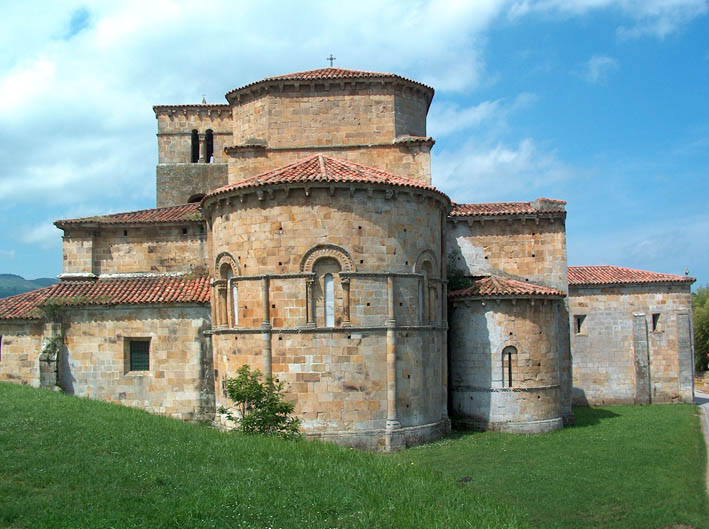
la Colegiata de Castañeda

Castañeda is een gemeente in de Spaanse provincie Cantabrië in de regio Cantabrië met een oppervlakte van 20 km². Castañeda telt 2.687 inwoners (1 januari 2016).

## Demografische ontwikkeling
Bron: INE; 1857-2011: volkstellingen